# Neuroscelionidae
Die Neuroscelionidae sind eine Hautflüglerfamilie in der Überfamilie Platygastroidea. Die Familie wurde im Rahmen einer Revision von Johnson und Austin in Chen et al. (2021) eingeführt. Die Typusgattung ist Neurocelio Dodd, 1913.

## Merkmale
Chen et al. (2021) liefern einen Schlüssel für die Familien der Platygastroidea. Im Folgenden die Merkmale der Neuroscelionidae. Die weiblichen Fühler weisen 10 Geißelglieder auf. Die männlichen Fühler sind ohne ein spezielles geschlechtsspezifisches Glied und ohne Tyloide. Eine frontale Vertiefung fehlt. Eine malare Furche fehlt. Die pronotale Halsfurche ist nicht mit Borsten bedeckt. Das Mesoscutum ist annähernd so breit wie lang. Eine transepisternale Linie auf dem Mesepisternum fehlt. Eine mesepimerale Furche ist vorhanden. Die Ader R findet ihre Fortsetzung in der weiter entfernten Flügeladerung. Die Stigmalader r-rs der Vorderflügel ist verlängert und entspringt einer ausgeprägten Marginalader (C + R). Die tibiale Spornformel ist 1-2-2. Das Metasoma hat ausgeprägte schmale Laterotergite. T1 und T2 sind annähernd gleich lang, wobei T2 geringfügig länger als T1 ist. T3 ist deutlich kürzer als T2 und stark querverlaufend. Die Nähte zwischen den metasomalen Tergiten und Sterniten sind einfach gestaltet, ohne ausgeprägte große Grübchen entlang der Vorderränder. S1 weist einen medianen Längskiel auf, jedoch nicht nach vorne hervorstehend.

## Lebensweise
Die Biologie der rezenten Arten der Neuroscelionidae ist noch unbekannt.

## Systematik
Die Neuroscelionidae umfassen eine rezente Gattung mit 7 Arten sowie zwei fossile Gattungen mir 4 Arten.
Rezente Gattungen:
- Neuroscelio Dodd, 1913 – 7 Arten;[2] Verbreitung: Australien, Südostasien

Fossile Gattungen:
- †Brachyscelio Brues, 1940 – 3 Arten; Funde: Baltischer Bernstein, Rovno-Bernstein (Eozän)
- †Cenomanoscelio Schlüter, 1978 – (C. pulcher) Funde: Bernstein bei Écommoy (NW-Frankreich) (Cenomanium)